# Dysomma
Dysomma – rodzaj ryb promieniopłetwych z podrodziny Ilyophinae w obrębie rodziny Synaphobranchidae.

## Rozmieszczenie geograficzne
Do rodzaju należą gatunki występujące w wodach Oceanu Atlantyckiego, Oceanu Indyjskiego i Oceanu Spokojnego.

## Morfologia
Długość ciała do 60 cm.

## Systematyka
Rodzaj zdefiniował w 1889 roku brytyjski przyrodnik Alfred William Alcock w artykule poświęconym rybom głębinowym z Zatoki Bengalskiej i sąsiednich wód, odłowionych w latach 1885–1889 podczas rejsu statku badawczego „Investigator”, opublikowanym w czasopiśmie The Annals and magazine of natural history. Gatunkiem typowym jest (oznaczenie monotypowe) D. bucephalus.

### Etymologia
- Dysomma: gr. δυσ- dus- ‘zły, chory’; ομμα omma, ομματος ommatos ‘oko’[9].
- Dysommopsis (Dsyommopsis): rodzaj Dysomma Alcock, 1889; ωψ ōps, ωπος ōpos ‘wygląd, oblicze’[10]. Gatunek typowy (oznaczenie monotypowe): Dysommopsis muciparus Alcock, 1891.
- Todarus: etymologia niejasna, autorzy nie wyjaśnili znaczenia nazwy rodzajowej[4]. Gatunek typowy (oznaczenie monotypowe): Nettastoma brevirostre Facciolà, 1887.
- Sinomyrus: łac. Sinae ‘Chińczyk, chiński’, od gr. Σιναι Sinai ‘Chińczyk, chiński’[11]; gr. mυros myros ‘gatunek węgorza morskiego’[12]. Gatunek typowy (oryginalne oznaczenie (również monotypowe)): Sinomyrus angustus Lin, 1933 (= Dysomma anguillaris Barnard, 1923).
- Nettodarus: zbitka wyrazowa nazw rodzajów: Nettastoma Rafinesque, 1810 (Nettastomatidae) i Todarus Grassi & Calandruccio, 1896[6].

### Podział systematyczny
Do rodzaju należą następujące gatunki:

- Dysomma achiropteryx Prokofiev, 2019
- Dysomma alticorpus Fricke, Golani, Appelbaum-Golani & Zajonz, 2018
- Dysomma anguillare Barnard, 1923
- Dysomma brachygnathos Ho & Tighe, 2018
- Dysomma brevirostre (Facciolà, 1887)
- Dysomma bucephalus Alcock, 1889
- Dysomma bussarawiti Prokofiev, 2019
- Dysomma dolichosomatum Karrer, 1983
- Dysomma formosa Ho & Tighe, 2018
- Dysomma fuscoventrale Karrer & Klausewitz, 1982
- Dysomma goslinei Robins & Robins, 1976
- Dysomma intermedium Vo & Ho, 2024
- Dysomma longirostrum Chen & Mok, 2001
- Dysomma melanurum Chen & Weng, 1967
- Dysomma muciparus (Alcock, 1891)
- Dysomma opisthoproctus Chen & Mok, 1995
- Dysomma phuketense Prokofiev, 2019
- Dysomma polycatodon Karrer, 1983
- Dysomma robinsorum Ho & Tighe, 2018
- Dysomma taiwanense Ho, Smith & Tighe, 2015
- Dysomma tridens Robins, Böhlke & Robins, 1989